# Вигурівщина
Вигу́рівщина, також Виґу́рівщина — історична місцевість Києва. Розташована поблизу від Воскресенської слобідки.
Вигурівщиною також називали пляж і пристань «річкового трамвая» в урочищі Чорторий, де був потім збудований Північний міст (Київ).

## Історія села
За часів Київської Русі на цьому місці знаходився Городець Пісочний та заміська резиденція київських князів Радосинь. 1239 року після спустошення Переяславля та Чернігова до Києва підійшли монгольські війська на чолі з Менгу-ханом і стали проти Києва у Городці, краса й велич столичного міста, могутні оборонні споруди справили на нього належне враження. Літописець зазначає: «Меньгуканови же пришедшу сглядать града Кыева, ставшу же ему на оной странѣ Днѣпра во градка Пѣсочного, видивъ градъ, удивися красотѣ его и величеству его».
З часів Великого Князівства Литовського поселення відоме під назвою Милославичі. У XV столітті київський князь Семен Олелькович побудував тут замок. Залишки його зберігалися до XVIII століття і були відомі під назвою Олелькова городища. Те, що Милославичі — це Вигурівщина, говорять історики - Є. Голованський, В. Гошкевич, М. Грушевський, П. Клепатський, М. Новицький та ін.

Печатка з гербом Київського городничого Станіслава Вигури, від імені якого походить назва Вигурівщина. 1614-1622 рр

Сучасна назва походить від імені київського урядовця Станіслава Вигури (Векгури). Він походив з православної шляхетної родини, яка володіла одним поселенням на Волині Вигуричі, в Луцькому повіті. Польський король Сигізмунд III надав йому у 1607 році посаду, зв’язану з київським замком «під ключництво і городництво», що означало Вигура став управителем королівського замку в Києві.  Село Милославичі в цьому документі не згадується, проте факт передачі цієї землі Вигурі правдоподібний, оскільки воно було теж у королівській власності, належало до київського староства, доходи з якого йшли київському воєводі. Тобто король передав їх не у власність, а тільки в ренту. Після нападу Фрідріха Тишкевича з Лагойска на Милославичі вони були дотла знищені. Вигура поскаржився на це до коронного трибуналу у Любліні і відновив поселення, заснувавши там садибу (фільварок). Оскільки попереднє село було знищено, король видав у 1613 році новий привілей Вигурі і його дружині Полонії Черемівні на довічне володіння Милославичами і островом Муромцем разом з правом виходу в річку Супій. В 1628 р. землі перейшли у користування племінникові Семенові Вигурі.
21 (31) 1654 року Вигурівщина наказом Богдана Хмельницького надана у власність Михайлівському Золотоверхому монастирю. Цей акт був окремо підтверджений універсалом Гетьмана Іоанна Мазепи 1690 року, а 1694 року Гетьман звільнив від податків до військового скарбу переселенців з Молдови, які оселилися на Вигурівщині.
У копіарії середини XVIII століття міститься рішення київського наказного Василя Дворецького у справі про спірну маєтність Вигурівщину. Це село його колишній власник козак Вигура заповідав Золотоверхому монастирю, що й було підтверджено Богданом Хмельницьким. Проте після смерті Вигури претензії на село заявили священик Воскресенської церкви Кирило Муха й «служилий чоловік» Биримович. Конфлікт розрісся, й сторони, за словами В. Дворецького, «кгрунт Викгуровский на части хотячи розервати, не могли помиритися». За рішенням київського полковника, Вигурівщина, як і слід було чекати, закріплювалася за Золотоверхим монастирем.
1708 року в селі споруджують Георгіївську церкву
В часи Гетьманщини — у складі Гоголівської сотні Київського полку.
З 1764 року — село Київського повіту Київської губернії, з 1782 року — Київського повіту Київського намісництва, з 1796 року — Малоросійської губернії.
З 1802 до 1902 року Вигурівщина входила до складу Броварської, а з 1903 по 1923 рік — Микільсько-Слобідської волості Остерського повіту Чернігівської губернії.
У 1923—1927 роках село належало до Броварського району, потім у 1927—1930 роках — до Київського району Київської округи. У 1930—1937 роках село входило до складу Київської приміської смуги. У 1937 році було відновлено Броварський район, до якого увійшла Вигурівщина.
27 вересня 1943 року нацистські окупанти спалили 400 дворів села Вигурівщина. 29 вересня зайнята радянськими військами.
За рішенням Київського облвиконкому від 10 травня 1958 року Вигурівщина й Троєщина об'єднані в один населений пункт під назвою Троєщина.

## Топонімія

перша україномовна карта Вигурівщини, 1918 рік

Село Вигурівщина складалося з п'яти кутків.
- Куток Кучанський — найдавніша частина села, розташовувався у його північно-західній частині й межував із сусіднім селом Троєщина (межа проходила по Троєщинській школі).
- Куток Мигашків розташовувався в західній частині села, у районі сучасних вулиць Каштанової та Архітектора Ніколаєва.
- Куток Оболоння — на півдні села, у районі початку нинішньої вулиці Закревського.
- Куток Хутір був найвіддаленішою частиною села на півночі, у районі нинішньої вулиці Рональда Рейгана.
- Куток Квартал розташовувався на східній околиці села, межуючи із місцевістю Куликове.

Першим було знесено куток Хутір — 1981 р., куток Оболоння знесено 1982 р., куток Мигашків відселено наприкінці 1982 р., знесено 1983 р., південну частину кутка Кучанський знесено 1984 р., більшу частину кутка Квартал знесено наприкінці 1980-х рр.
Список вулиць села Вигурівщина, що зникли в 80–90-ті роки XX століття в зв'язку зі знесенням старої забудови:
- куток Хутір — вулиці Артема, Воровського, Калініна, Маресьєва, Піщана, Чапаєва, Тельмана, Черняхівського;
- куток Оболоння — вулиці Гагаріна, Крупської, Оболонська, Пархоменка, Пирогова;
- куток Мигашків — вулиці Зорге, Котовського, Коцюбинського, Лівобережна, Ломоносова, Партизанська, Пугачова, Тельмана, Челюскінців, Чкалова Жовтневий, провулок;
- куток Кучанський — вулиці Київська, Космодем'янської, Космонавтів, Кошового, Першотравнева, Правобережна, Федорова, Франка, Шкільний провулок;
- куток Квартал — вулиці Ватутіна, Гвардійська, Енгельса, Жданова, Крайня, Лісова, Орджонікідзе, Постишева, Пролетарська.

## Персоналії
- Народився письменник, громадський діяч Сагайдак Григорій Іванович.

## У складі Києва
1982 року більша частина колишнього села Вигурівщина (в Указі — частина села Троєщина) була включена до складу Києва, його забудова в 1981—1984 роках знесена, на його місці збудовано першу чергу житлового масиву Троєщина (з 1987 року — Вигурівщина-Троєщина). Центральна магістраль сучасної Вигурівщини-Троєщини — проспект Червоної Калини. На Вигурівщині-Троєщині прокладено Вигурівський бульвар.
У 1997 році одна з запланованих ліній Київського метро отримала назву Подільсько-Вигурівська.

### Забудова Вигурівщини

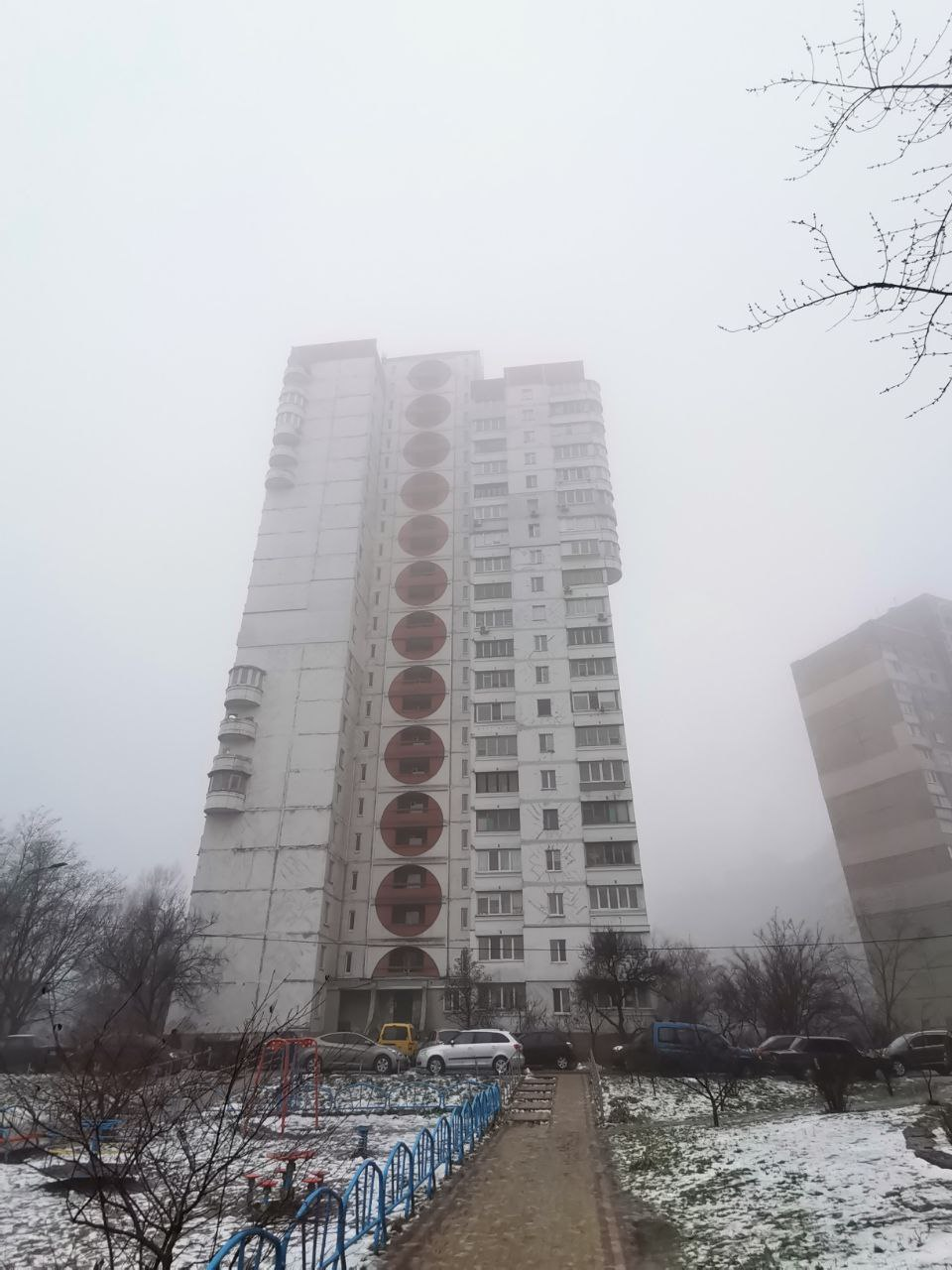
Будинок серії Т, просп. Червоної калини, 5а
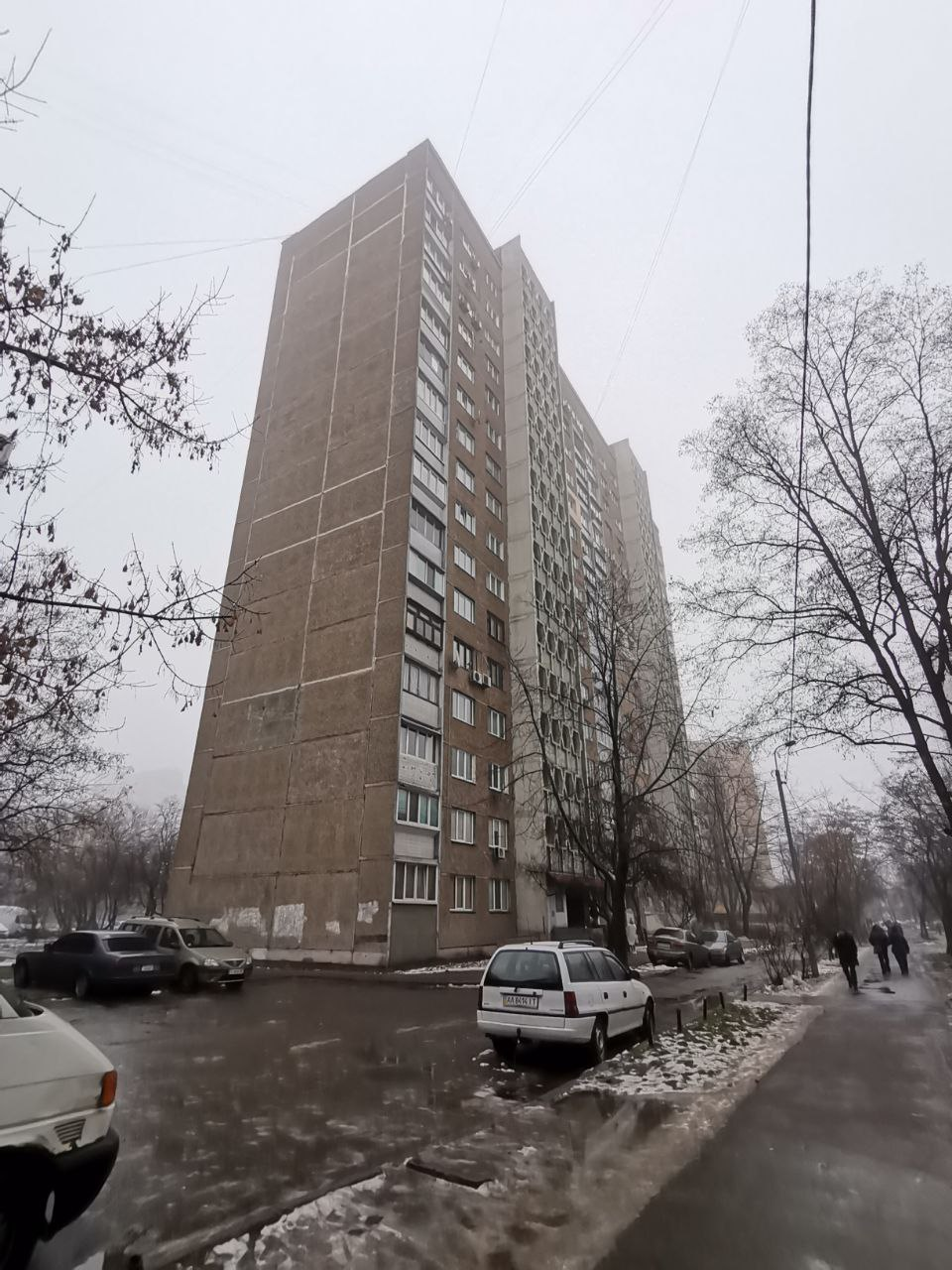
Будинок серії КТ, вул. Закревського 31Б
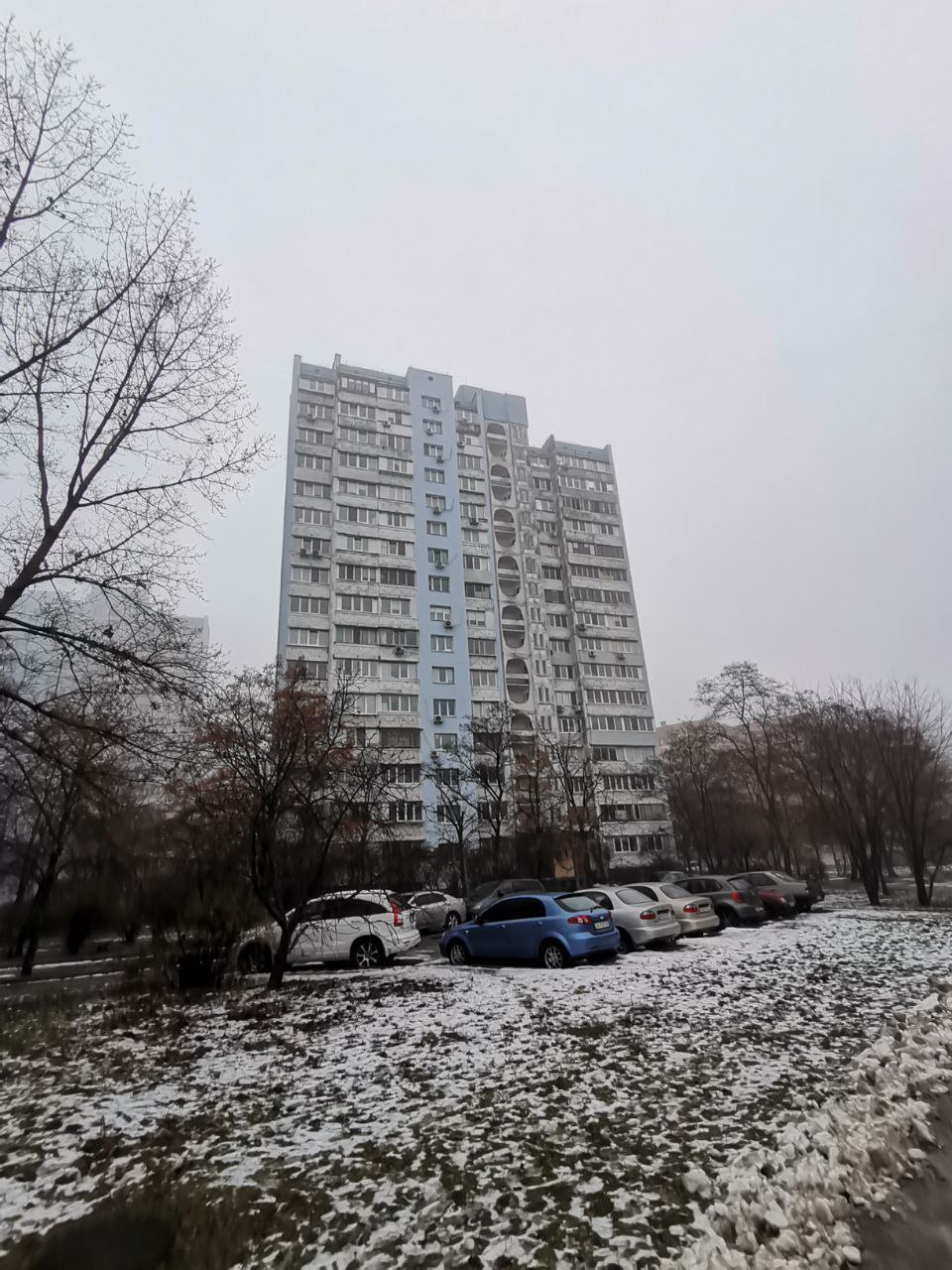
Будинок серії Т, вул. Рональда Рейгана, 3
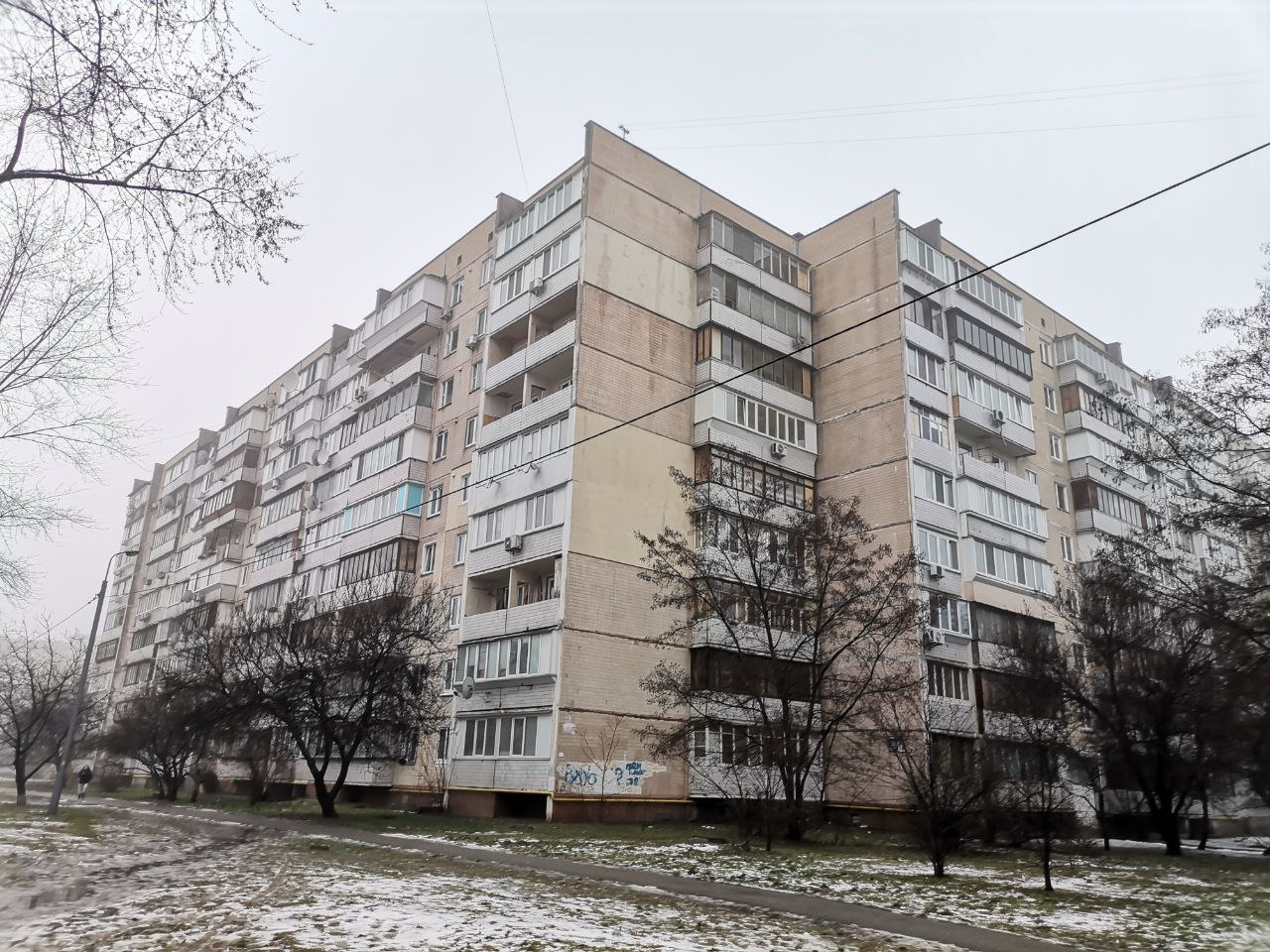
Будинок серії 96, просп. Червоної калини, 18
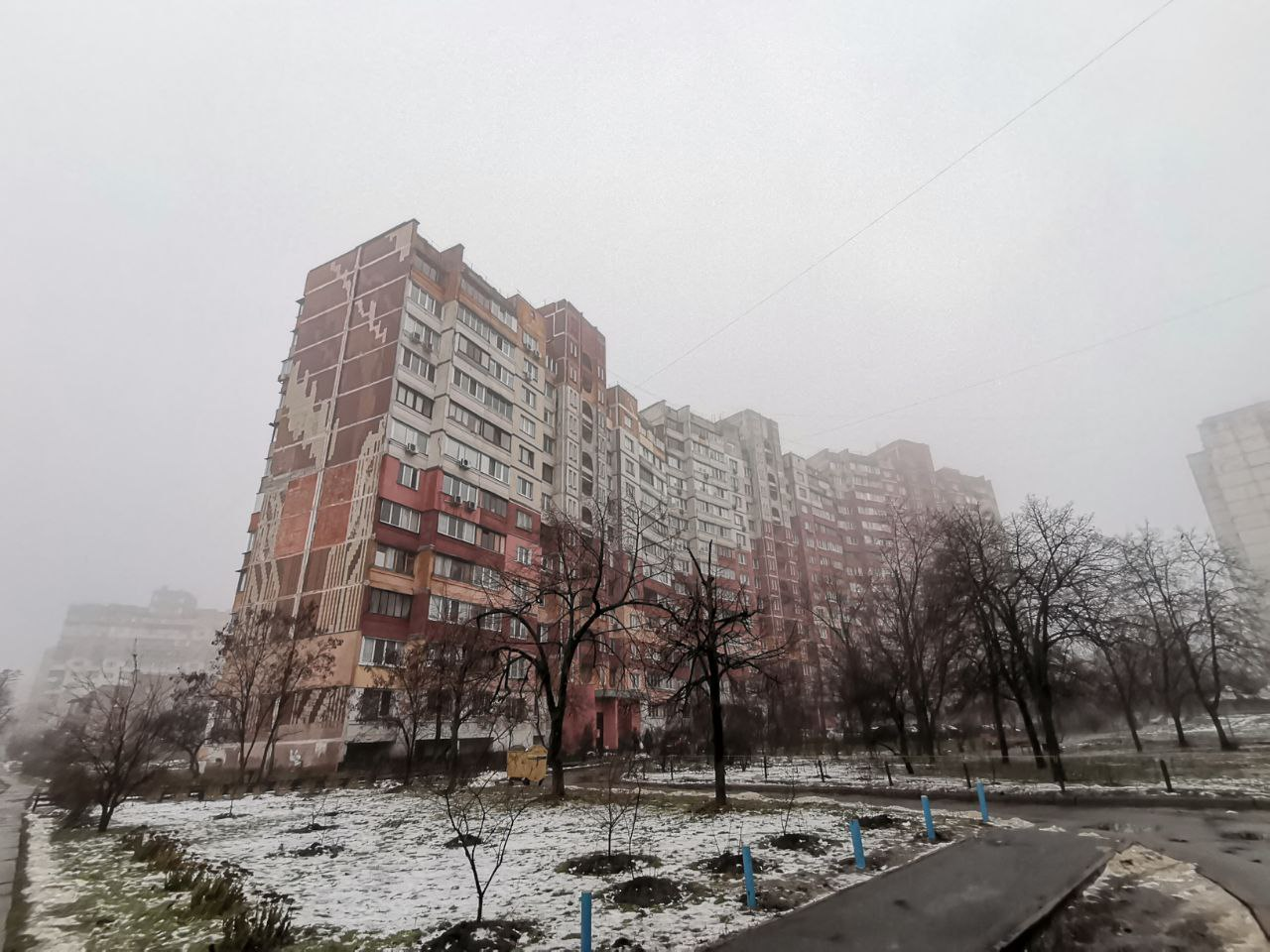
Будинок серії Т, вул. Закревського